# Benh Zeitlin

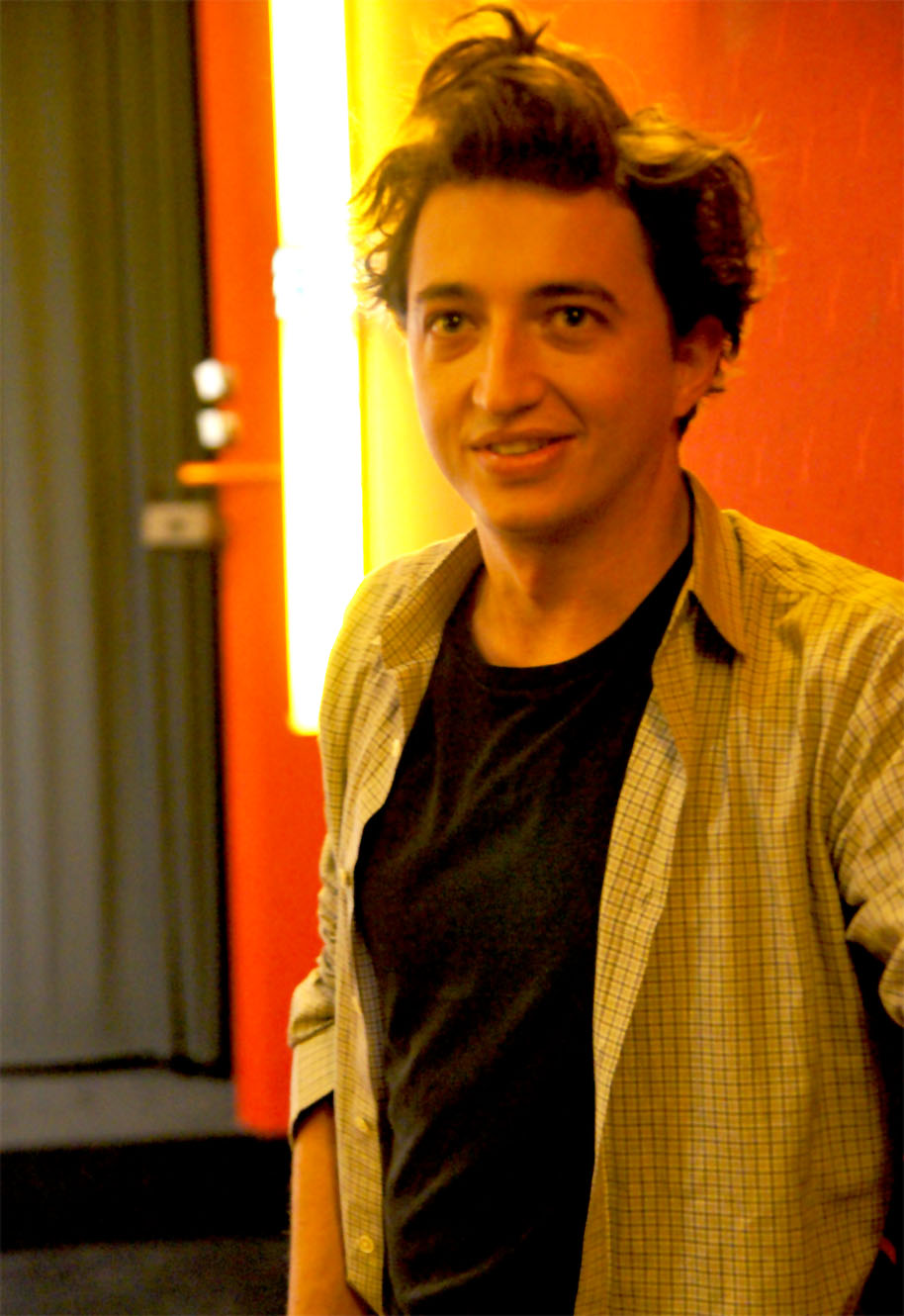

Benjamin Harold, conhecido como "Benh" Zeitlin (Nova Iorque, 14 de outubro de 1982), é um cineasta e compositor estadunidense. Ficou conhecido em 2013 por ter sido indicado ao Óscar de melhor diretor pelo filme Beasts of the Southern Wild.

## Início da vida
Zeitlin nasceu em Manhattan e cresceu em Sunnyside, Queens, Nova Iorque, e no subúrbio de Hastings-on-Hudson, NY. Ele se formou na Hastings High School e na Wesleyan University. Ele nasceu de escritores e folcloristas Mary Amanda Dargan e Steven Joel Zeitlin, que fundaram a organização cultural sem fins lucrativos de Nova York City Lore. Seu pai, que é judeu, passou a maior parte de sua infância no Brasil; sua mãe vem de uma origem rural protestante em Darlington, Carolina do Sul. Sua irmã mais nova é a roteirista e artista Eliza Zeitli.

## Filmografia
- 2005: Egg  – curta-metragem
- 2006: The Origins of Electricity  – curta-metragem
- 2008: Glory at Sea (2008) – curta-metragem
- 2012: Beasts of the Southern Wild